# Premi minori (Tour de France)
I Premi minori del Tour de France sono riconoscimenti assegnati in alcune edizioni della corsa a tappe francese per motivi particolari.

## I premi
- Freccia d'oro

1968: Georges Pintens
- Premio cordialità

1977: Dietrich Thurau
1980: Vicente Belda
1985: Czesław Lang
1986: Pello Ruiz Cabestany
1987: Frédéric Brun
- Premio Miglior Compagno di squadra

1977: Joseph Bruyère
1984: Bernard Bourreau
1985: Thierry Claveyrolat
1986: Bruno Leali
- Premio Fair Play

1986: Joop Zoetemelk
1992: Stephen Roche
1993: Gianni Bugno
1994: Djamolidine Abdoujaparov
- Premio Europa senza frontiere

1992: Vjačeslav Ekimov
- Premio del Centenario

2003: Stuart O'Grady
- Premio Europa allargata

2003: René Andrle